# Eupithecia devia
Eupithecia devia es una especie de polilla de la familia Geometridae. La especie fue descrita por primera vez por Max Bastelberger habiendo sido descrita en 1911, con distribución en Perú. El sintipo de la especie fue descrita en los alrededores de El Porvenir, a aproximadamente 900 pies (274,3 m) de altitud.